# HMS Captain (1787)
La HMS Captain fu un vascello di terza classe da 74 cannoni della Royal Navy varato nel 1787.
All'inizio delle guerre della rivoluzione francese, fu inserita all'interno della flotta del Mediterraneo che occupò Tolone su invito dei Realisti francesi nel 1793, prima che fosse costretta a ritirarsi dall'attacco delle truppe rivoluzionarie, in un'azione dove Napoleone Bonaparte forgiò la sua fama. Nel giugno 1796, il Capitano Horatio Nelson fu trasferito dalla Agamemnon alla Captain dall'Ammiraglio Sir John Jervis. Nelson fu nominato commodoro di uno squadrone che fu prima inviato a Livorno durante la marcia di Napoleone nel Nord Italia. Nel settembre dello stesso anno Nelson soprintese l'evacuazione britannica dalla Corsica.
Nel febbraio 1797, Nelson si unì nuovamente alla flotta di Jervis venticinque miglia ad ovest di Capo San Vincenzo, nell'estrema punta meridionale del Portogallo, appena prima dello scontro navale con la flotta spagnola che avrebbe avuto luogo il 14 febbraio. La Battaglia di capo San Vincenzo fu la gloria sia di Jervis che di Nelson. Jervis fu elevato al rango di Conte di St. Vincent e Nelson venne nominato Cavaliere dell'Ordine del Bagno per la sua iniziativa ed il suo coraggio.
La Captain risultò la nave maggiormente danneggiata tra tutte quelle della flotta britannica a causa della sua prolungata azione nel cuore della battaglia. Dopo le riparazioni ritornò in servizio e prese parte nella cattura della Martinica nel 1809. Più tardi, nel corso dello stesso anno posta in disarmo e nel 1813 prese accidentalmente fuoco a Plymouth nel corso dei lavori che avrebbero dovuto trasformarla in un pontone a biga.